# Crystal Moselle
Crystal Moselle (San Francisco, 1 d'agost de 1980) és una directora de cinema estatunidenca. El seu debut cinematogràfic fou amb The Wolfpack (2015), un documental sobre els germans Angulo. L'any següent va rodar el curtmetratge That One Day (2016) i Skate Kitchen el 2018.

## Trajectòria
Serra Ditson Moselle, més coneguda com a Crystal Moselle, va néixer a San Francisco i va assistir a l'institut Tamalpais High School de Mill Valley fins al 1998. Després, es va graduar per l'School of Visual Arts de Nova York.
Des de 2010 Moselle viu i treballa a Nova York. El 2015, va començar The Wolfpack, un agre documental sobre la vida d'una família en un petit apartament, amb tractes abusius d'un pare en un entorn malaltís. La pel·lícula es va estrenar el 2015 al Festival de Cinema de Sundance, on va guanyar el Gran Premi del Jurat al Millor documental.
En 2016, Moselle va col·laborar amb la marca de roba Miu Miu per a dirigir el curtmetratge That One Day, que es va estrenar a la 73a Mostra Internacional de Cinema de Venècia.
El 2018, Moselle va rodar la pel·lícula Skate Kitchen amb molts dels actors de That One Day. La pel·lícula es va estrenar el 2018 al Festival de Cinema de Sundance.
El 2020, Moselle va dirigir, escriure i produir per HBO la sèrie derivada Betty, basada en les protagonistes de Skate Kitchen.

## Filmografia
- The Wolfpack (2015)
- That One Day (2016)
- Skate Kitchen (2018)
- Betty (2020)[10]